# José Gonçalves (kolarz)
José Isidro Gonçalves Maciel (ur. 13 lutego 1989 w Barcelos) – portugalski kolarz szosowy, zawodnik profesjonalnej grupy kolarskiej Team Katusha-Alpecin.

## Najważniejsze osiągnięcia
2009
- 2. miejsce w Mistrzostwach Portugalii U-23 (jazda indyw. na czas)

2011
- 1. miejsce w Mistrzostwach Portugalii U-23 (jazda indyw. na czas)
- 1. miejsce na 2. etapie Volta a Coruña
- 2. miejsce w Volta a Portugal do Futuro

2012
- 1. miejsce w Mistrzostwach Portugalii (jazda indyw. na czas)
- 1. miejsce na 1. etapie GP Efapel
- 3. miejsce w Troféu Joaquim Agostinho

2013
- 1. miejsce w Polynormande
- 3. miejsce w Tour of China I

2014
- 4. miejsce w Tour of Hainan

2015
- 1. miejsce na 5. etapie Volta a Portugal
- 4. miejsce w Boucles de la Mayenne

2017
- 1. miejsce w Ster ZLM Toer